# Back Beat Records
Back Beat Records was een platenlabel in Amerika, dat soul uitbracht. Het was een sublabel van Duke Records en werd opgericht in 1957. Het label had verschillende hits, waaronder "Treat Her Right" van Roy Head & The Traits, "Tell Me Why" van Norman Fox and the Rob Roys en "Everlasting Love" van Carl Carlton. In de jaren zeventig kwam het label in handen van ABC Records, dat het in 1974 stopzette.